# Buristo
Il buristo (o buristio o burischio o buricco) o mallegato (pisano) è un insaccato di carne e sangue di maiale diffuso in Toscana.

## Etimologia
La parola è probabilmente di origine germanica, ma le circostanze esatte della sua diffusione restano oscure. Battisti e Alessio ipotizzano che derivi dal trentino, o da brust, adattamento del tedesco Wurst, "salsiccia, salume", o da una riduzione locale di Blutwurst "sanguinaccio" (cfr. roveretese probùs da Bratwurst); Devoto propende per un'origine diretta dal tedesco.

## Descrizione
È simile a prodotti tradizionali consumati in Spagna (morcilla), in Olanda (bloedworst), in Francia (boudin noir), in Gran Bretagna (black pudding), in Austria  (Blunzen) e in Germania (Blutwurst, Rotwurst e Schwarzwurst).
Il buristo è insaccato nello stomaco del suino, per questo ha una forma irregolare per un peso che supera normalmente il chilo e mezzo. Si ottiene disossando tutte le parti della testa del maiale messe a bollire in un gran pentolone con limoni, bucce d'arancia, salvia, aglio, sale e pepe. Alle parti disossate e macinate vengono aggiunti dei lardelli di grasso tagliati a cubetti ed il sangue filtrato. Il tutto vien di nuovo insaccato e bollito di nuovo per compattare il sangue e il grasso con il resto.
Il buristo viene consumato fresco, a volte ancora tiepido.

## Storia
Ci sono testimonianze di prodotti simili addirittura nell'Odissea di Omero,dove il premio per le lotte di Ulisse al suo ritorno a Itaca era uno stomaco di capra riempito di sangue e grasso.
Nell'antica Roma veniva mangiato in onore di Fauno, dio della fertilità e dei boschi in occasione della festa dei Lupercalia.
Nel primo medioevo venne vietato più volte a causa del suo rapporto con le tradizioni pagane.

## Reperibilità
Prodotto in esigue quantità, diventa sempre più difficile da trovare; può essere ancora reperito nel sud della Toscana, durante i mesi invernali.
Il buristo si può trovare più facilmente tra le provincie di Firenze e Siena.

## Riconoscimenti
Il termine buristo compare nell'elenco dei prodotti agroalimentari tradizionali italiani riferito, però come altra denominazione del Biroldo di Lucca.